# UNFD
UNFD es una casa discográfica independiente australiana fundado en 2011. El sello cuenta con artistas australianos como Thornhill, Ocean Grove, Hellions e In Hearts Wake, así como con artistas internacionales como Erra, Stray from the Path, Silverstein, Invent Animate y muchos más. El sello tiene oficinas en Londres y Los Ángeles.
UNFD forma parte de UNIFIED Music Group, propiedad de Jaddan Comerford. Entre los géneros que el sello se especializa se incluyen, entre otros: metalcore, electronicore, metal progresivo y djent.

## Historia
El primer lanzamiento de UNFD fue "Heartbound" de Dream On, Dreamer, el 5 de agosto de 2011. El álbum debutó en el puesto número 38 de las listas ARIA y fue nominado a Mejor Álbum de Heavy Rock del Año en los Premios ARIA.
En abril de 2013, el sello lanzó el exitoso álbum de Northlane, "Singularity", mediante una campaña de marketing que fue aclamada por la crítica en los medios australianos. El álbum debutó en el puesto número 3 de las listas ARIA. Poco después, UNFD anunció el fichaje de Dead Letter Circus, artista con Disco de Oro, y también anunció que los álbumes de The Amity Affliction, "Youngbloods" y "Chasing Ghosts", habían sido certificados como Disco de Oro en Australia.
En agosto de 2013, el sello cosechó un gran éxito con el álbum de Dead Letter Circus, "The Catalyst Fire", que alcanzó el puesto número 2 de las listas ARIA. Tras este éxito, el sello anunció el regreso de Bodyjar con un nuevo álbum que se lanzará el 4 de octubre.
En julio de 2015, UNFD logró su primer álbum número 1 en Australia con el lanzamiento de Node, el tercer álbum de estudio de Northlane. El sello también obtuvo su primer premio ARIA ese mismo año, también con Node. Ese mismo año, el sello obtuvo un total de 4 nominaciones a los premios ARIA: Node de Northlane; Holy War de Thy Art Is Murder; y Skydancer, de In Hearts Wake, todos en la categoría de Hard Rock; además, Aesthesis, de Dead Letter Circus, en la categoría de Rock.
En 2017, el sello lanzó Mesmer, el cuarto álbum de Northlane, de forma sorpresiva. El álbum debutó en el puesto número 3 de la lista ARIA en una semana muy competitiva y sorprendió por completo a los fans de la banda. El lanzamiento no solo fue aclamado por la crítica, sino que el proceso de lanzamiento recibió una amplia cobertura mediática. Northlane ganó su segundo premio ARIA en la categoría de Mejor Hard Rock/Heavy Metal.
A lo largo de 2017 y 2018, UNFD amplió su base de artistas, con artistas como Tonight Alive, Dream State, Woes, Thornhill, LIMBS, Slowly Slowly y más. El sello fue nominado nuevamente a Mejor Sello Independiente en los Premios AIR de 2018.
En marzo de 2019, UNFD anunció el fichaje mundial de Frank Iero, exguitarrista de My Chemical Romance, y su banda The Future Violents.
En septiembre de 2019, UNFD anunció el fichaje mundial de Like Moths to Flames.

## Artistas

### Artistas actuales
- Alienist
- Ankor
- AVOID
- Banks Arcade
- Crossfaith
- Erra
- Frank Iero
- Ghost Atlas
- Grove Street
- Hellions
- Hollow Front
- HourHouse
- In Hearts Wake
- Invent Animate
- Like Moths to Flames
- Moodring
- Reece Young
- Short Stack
- Silverstein
- SiM
- Stray from the Path
- The Xcerts
- Thornhill
- Tropic Gold
- Yours Truly

### Artistas anteriores
- Architects
- The Amity Affliction
- Beartooth
- Northlane
- Ocean Grove
- Tonight Alive
- Void of Vision (disuelto)
- We Came as Romans
- While She Sleeps